# Лужна фосфатаза
Лужна фосфатаза (ЛФ) — гомодимерний білковий фермент із атомною масою 86 кілодальтонів. Кожен мономер містить 5 залишків цистеїну, два атоми цинку й один атом магнію, що є необхідним для каталітичної функції ферменту; ензим виявляє оптимальну активність в лужних середовищах. Фізіологічною роллю лужної фосфатази є дефосфорилювання хімічних сполук. Фермент знайдено як у еукаріотів, так і в прокаріотів, де ЛФ має ту саму загальну функцію, але існує в різних структурних формах, що відповідають своєму середовищу. Більше того, лужну фосфатазу знайдено в периплазмовому просторі бактерії E. coli. Фермент є термостабільним із найвищою активністю за високого pH. У людей ЛФ присутня в багатьох формах, залежно від місця функціонування в організмі — вона відіграє важливу метаболітичну роль у печінці та забезпечує ріст у кістках скелету. Через свою поширеність у цих органах визначення активності лужної фосфатази в крові використовується в клінічній практиці як біомаркер різних органних уражень, як-то гепатит і остеомаляція.
Активність лужної фосфатази в крові визначається ЛФ-тестом, який часто проводиться в межах біохімічного аналізу крові. Активність ЛФ у крові залежить від таких чинників, як вік, стать і група крові. Також під час вагітності активність лужної фосфатази в крові збільшується в 2—4 рази унаслідок додаткового синтезу ферменту плацентою. Відхилення від нормальної активності лужної фосфатази в крові можуть свідчити про патологію печінки, жовчного міхура та кісток. Доведено, що пухлини нирок, деякі інфекційні хвороби (як-то інфекційний мононуклеоз) і недоїдання також можуть спричиняти підвищення активності ЛФ у крові. Значне підвищення активності цього ферменту відбувається при холестазі. Активність лужної фосфатази в клітині можна визначити кількісним методом. Цей метод передбачає екстракцію зразка фермента з клітин крові, а також аналіз і порівняння його ферментативної активності. Для цього мазок крові піддають диференційному центрифугуванню задля ізоляції лейкоцитів, далі його зафарбовують для категоризації лейкоцитів у специфічні категорії за активністю лужної фосфатази.
Існує також кисла фосфатаза.